# Травоїдні чоловіки
Травоїдні чоловіки (яп. 草食 (系) 男子, кириліз.: Сосьоку (-кей) дансі) — термін, який існує з середини 2000-х років, характеризує розвиток гендерних відносин в японському суспільстві та використовується в Японії для опису чоловіків, які не прагнуть заводити сексуальні стосунки й вступати в шлюб.
Термін «травоїдні чоловіки» також використовується для опису молодих чоловіків, які втратили свою «чоловічність». Термін «травоїдні чоловіки» був придуманий колумністкою Макі Фукасавою і вперше надрукований в статті, опублікованій 13 жовтня 2006 року.
Після цього термін став модним словом у 2008 і 2009 роках. Термін «травоїдні чоловіки» вслід за аналогією з тваринним світом, де травоїдність зазвичай вважається ознакою пасивності, а м'ясоїдність вважається ознакою активності та агресивності.
Опитування одиноких японських чоловіків, проведені у 2010 році, показали, що 61 % чоловіків у віці 20 років і 70 % чоловіків у віці 30 років вважають себе травоїдними. Уряд Японії розглядає це явище як одну з можливих причин зниження народжуваності в країні.
За словами Фукасави, травоїдні чоловіки «не позбавлені романтичних почуттів, але мають байдуже ставлення до бажань плоті». Японський філософ Масахіро Моріока визначає травоїдних чоловіків як «добрих і ніжних чоловіків, які, не будучи пов'язаними маскулінністю, не ведуть жодних романтичних стосунків і не мають схильності завдавати болю або шкодити іншим».

## Можливі ефекти
У 2014 році в Японії був зареєстрований сумарний коефіцієнт народжуваності в 1,42 в порівнянні з 1,84 в середині 1980-х років. Багато хто звинувачує в цьому різкому падінні зростання числа травоїдних чоловіків в Японії. Зниження народжуваності пояснюється небажанням травоїдних чоловіків вступати в шлюб.